# Wexford (stacja kolejowa)
Wexford (ang: Wexford railway station) – stacja kolejowa w Wexford, w hrabstwie Wexford, w Irlandii. Stacja składa się z jednego peronu i od kwietnia 2008 roku została pozbawiona pętli przechodzącej, choć istniały bocznice, używane w ostatnich latach przez stojące pociągi. Wraz z przyjściem mini-CTC systemu sygnalizacji na linii w kwietniu 2008 roku, nowa pętla przechodząca została zainstalowana na końcu peronu. Stacja jest czynna i łatwo dostępna.
Stacja została otwarta w dniu 17 sierpnia 1874 roku. Nadano jej imię O’Hanrahan w dniu 10 kwietnia 1966 roku w obchodach rocznicy Michael O’Hanrahan, jednego z przywódców Powstania Wielkanocnego w 1916.